# Eastman (cràter)
Eastman és un cràter d'impacte en el planeta Mercuri de 67 km de diàmetre. Porta el nom de l'escriptor sioux Charles Eastman (1858-1939), i el seu nom va ser aprovat per la Unió Astronòmica Internacional el 2009.
Va ser el primer cràter de Mercuri que va veure la sonda espacial MESSENGER durant el seu primer sobrevol de Mercuri. Eastman exhibeix alguns trets característics d'un cràter nou, relativament jove. Les parets d'Eastman tenen terrasses clarament visibles, i l'estructura del pic central està ben conservat.
Eastman es troba prop de cràter Xiao Zhao.